# 约瑟夫·朗贝尔
（1961年2月5日—）是一位海地政治家，2021年至2023年擔任海地參議院議長。朗貝爾先前曾於2006年至2008年和2018年至2019年擔任參議院議長。2022年11月4日，他因參與全球非法毒品貿易、腐敗和嚴重侵犯人權而受到加拿大和美國當局的制裁。
由於缺乏憲法指導以及立法機構中只剩下十名當選參議員，他在總統若弗内爾·摩依士遇刺後擔任總統的主張受到爭議。代總理克洛德·約瑟夫也聲稱在2021年總統空缺後接管海地。同時，聯合國承認克洛德·約瑟夫為合法代理總統。7月9日，海地八名參議員提名朗貝爾接替被暗殺的若弗內爾·摩依士擔任總統，但這一舉動並未獲得代理總理克洛德·約瑟夫的認可。
朗貝爾原定於7月10日宣誓就職海地總統，但他表示，參議員們推遲了宣誓儀式，以便所有人都能在儀式上出席。然而，他後來向《紐約時報》透露，由於美國的壓力，他被迫放棄宣誓，美國決定承認阿里埃爾·亨利為臨時總理，並敦促他不要宣布自己為總統。
亨利因涉嫌參與莫伊茲遇刺案而受到質疑後，朗貝爾再次宣稱自己是海地的總統，並試圖在2021年9月14日在國會大樓宣誓就職。然而，槍戰爆發，朗貝爾無法進入，外交官員也警告他不要這樣做。
朗貝爾於2023年1月8日在太子港國民議會大樓附近遇刺受傷。

## 美國和加拿大政府針對朗貝爾的行動
朗貝爾於2022年11月4日受到美國財政部根據2021年12月15日第14059號行政命令「對參與全球非法毒品貿易的外國人實施制裁」的制裁。外國資產管制辦公室認定朗貝爾從事或試圖從事嚴重助長非法藥物或其生產資料的國際擴散或構成重大風險的活動或交易。配合這項行動，國務卿布林肯根據《2022年國務院海外行動和相關計畫撥款法》第 7031(c)條，指定朗貝爾參與重大腐敗和嚴重侵犯人權。加拿大外交部長梅蘭妮·喬利於2022年11月4日宣布根據《特別經濟措施（海地）條例》對蘭伯特實施協調制裁。